# Danh sách đầu bếp
Chỉ có những người nổi bật và có bài viết riêng về họ nên được đưa vào đây. Có thể bao gồm các bài viết trong các ngôn ngữ khác trên Wikipedia mà chưa được dịch sang tiếng Việt.
Bài này là một danh sách đầu bếp nổi tiếng và chuyên gia thực phẩm nổi tiếng trong lịch sử.

## Thời cổ đại
- Mithaecus
- Apicius, đầu bếp cho hoàng đế Traianus

## Thế kỷ 14
- Sidoine Benoît
- Guillaume Tirel, còn được gọi là Taillevent, bếp trưởng người chuyên nghiệp người Pháp đầu tiên

## Thế kỷ 15
- Maestro Martino
- Bartolomeo Platina

## Thế kỷ 16

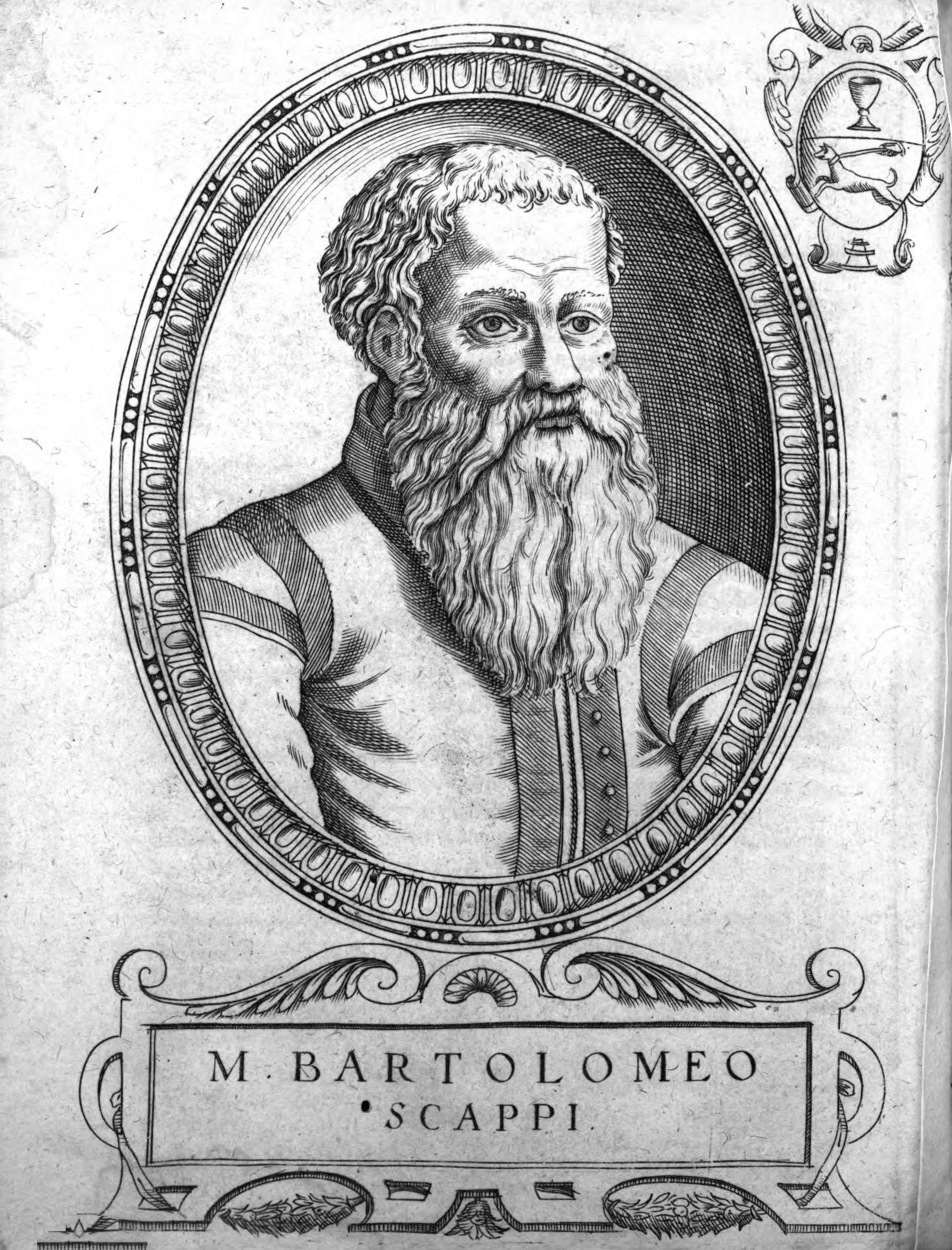
Bartolomeo Scappi

- Lancelot de Casteau, tác giả của L'Ouverture de cuisine (1604)
- Guillaume Fouquet de la Varenne
- Bartolomeo Scappi, tác giả của Opera dell ' Arte del Cucinare (1570)

## Thế kỷ 17

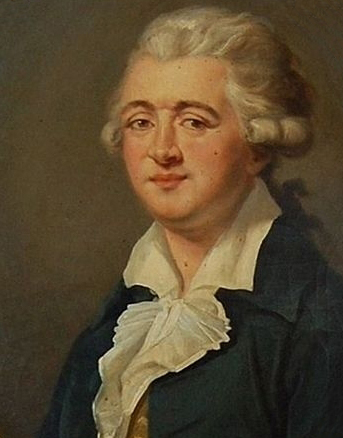
Procopio Cutò

- Procopio Cutò, đầu bếp người Sicilia ở Paris, người sáng lập của Cafe Procopio
- Stanislaw Czerniecki, tác giả của cuốn sách nấu ăn viết được trong tiếng Ba Lan
- François Pierre de la Varenne, tác giả của Le Cuisinier françois (1651)
- François Vatel, quản gia của Nicolas Fouquet và Grand Condé

## Thế kỷ 18

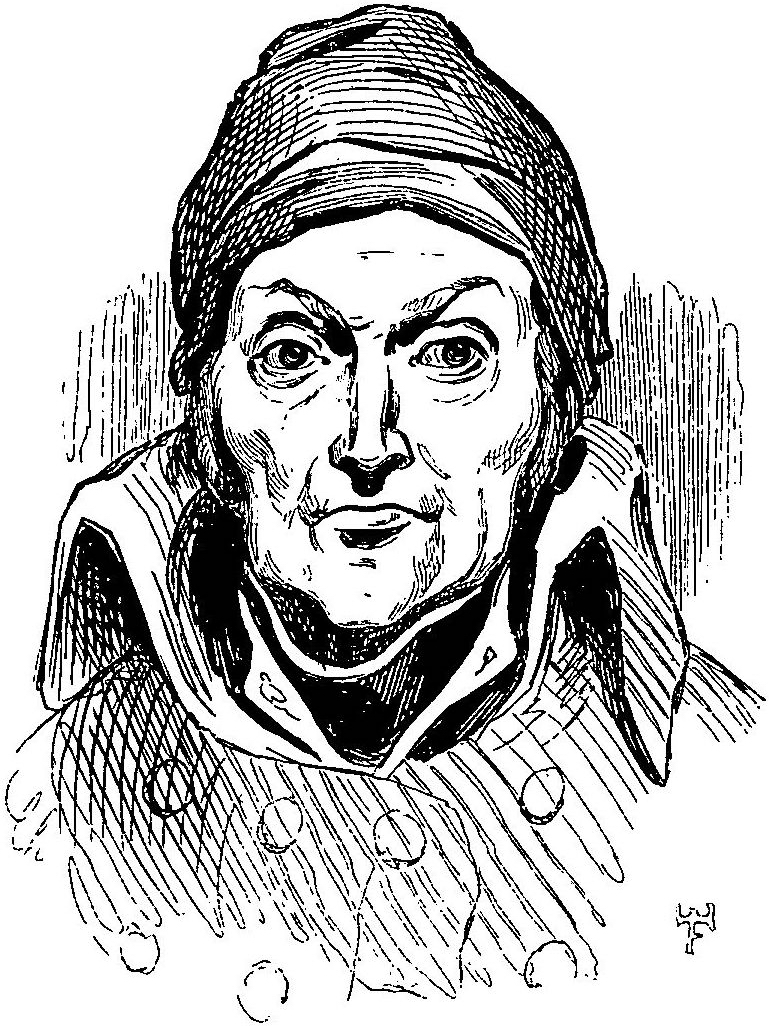
Nicolas Appert

- Nicolas Appert, người tiên phong của đồ đóng hộp
- Antoine Beauvilliers, người tiên phong trong quản lý nhà hàng
- Hercules, đầu bếp của George Washington, và đầu bếp tổng thống đầu tiên của Hoa Kỳ
- François Massialot, tác giả của Le cuisinier royal et bourgeois (1712) và Le nouveau cuisinier royal et bourgeois (1717)
- Vincent la Chapelle, tác giả của Cuisinier moderne (1733)
- Menon, tác giả của Nouveau Traité de la Cuisine (1739) và La Cuisinière bourgeoise (1746)
- Paul Tremo, đầu bếp của vua Stanislaus Augustus của Ba Lan

## Thế kỷ 19
- Marcel Boulestin
- Marie-Antoine Carême
- Alexandre Etienne Choron
- George Crum

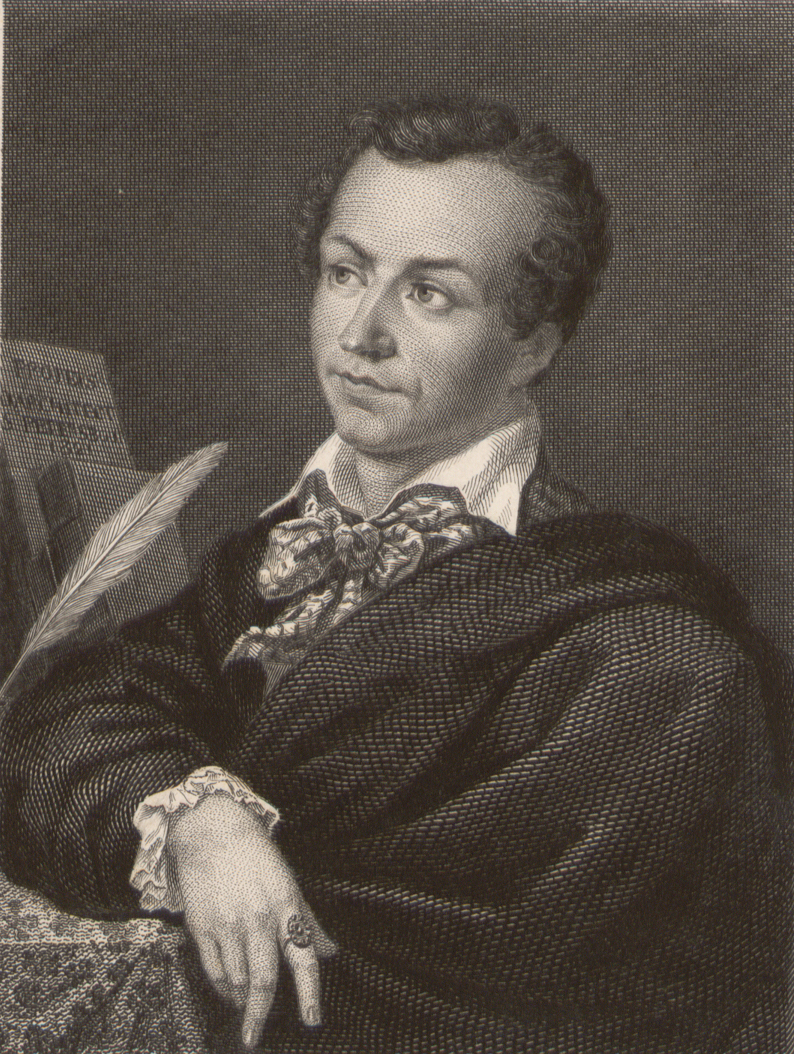
Marie-Antoine Carême

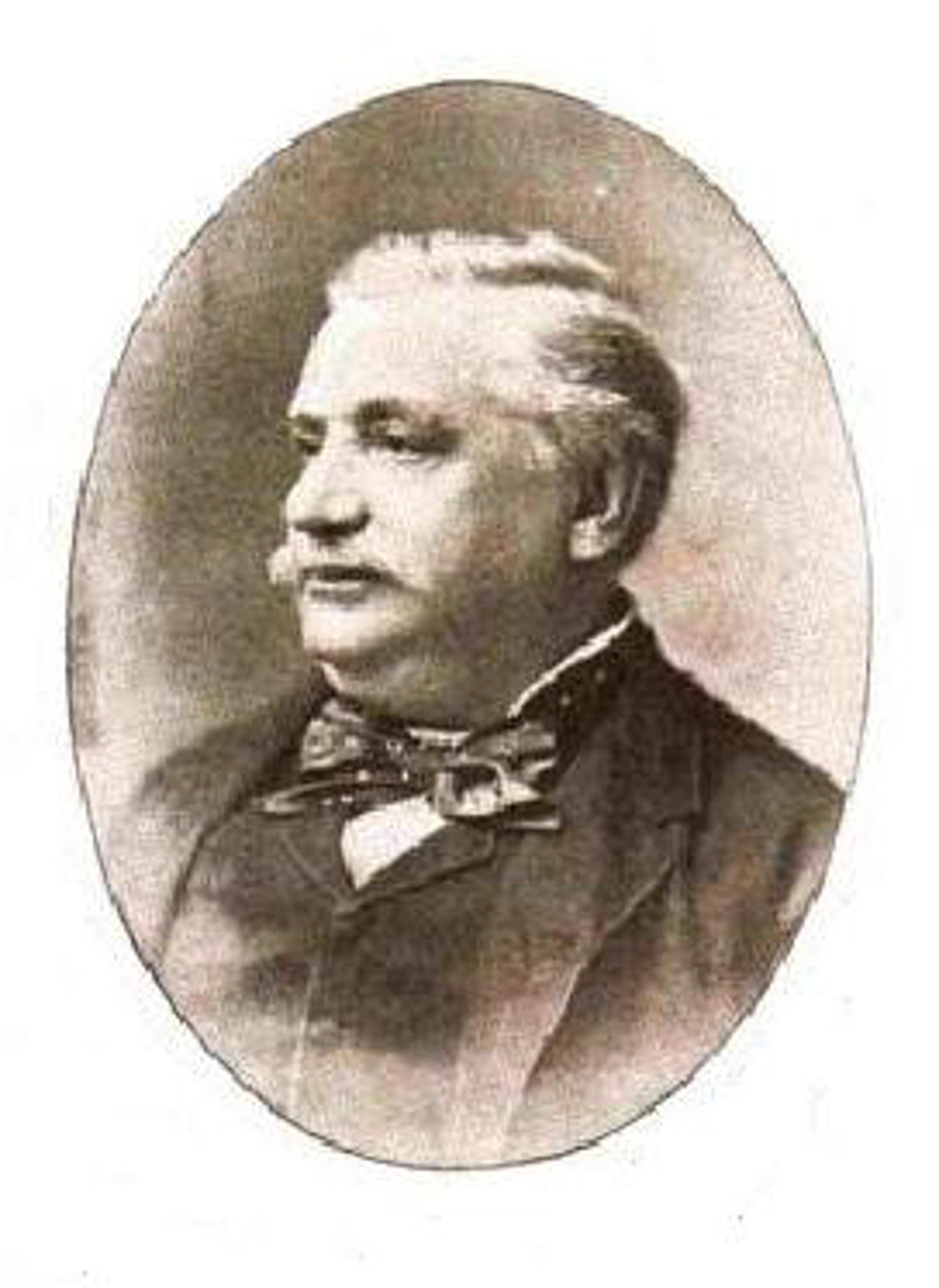
Charles Ranhofer

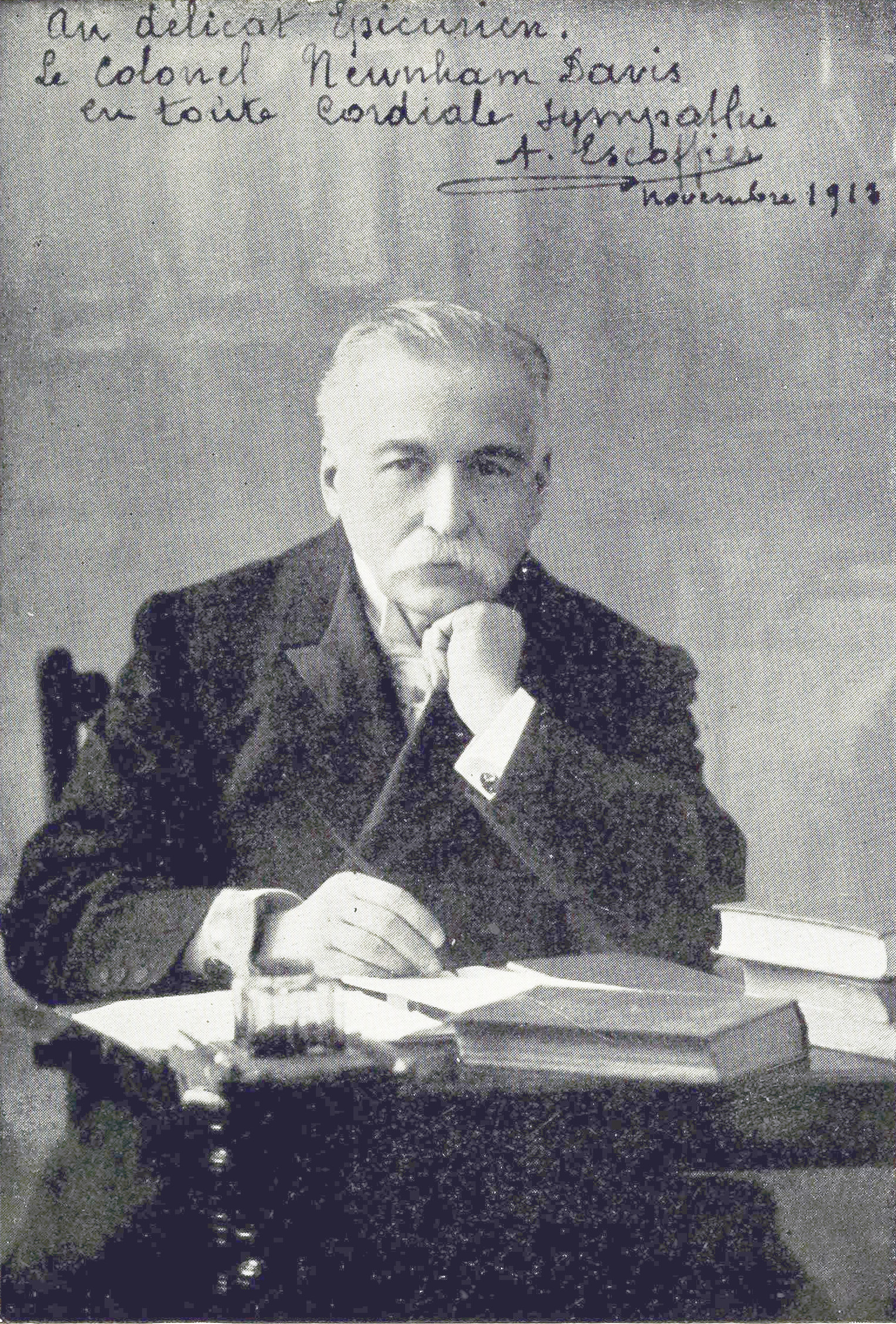
Auguste Escoffier

- Marthe Distel, đồng sáng lập của Le Cordon Bleu
- Urbain Dubois, tác giả của rất nhiều tác phẩm về thực phẩm và tác giả của bê Orloff
- Adolphe Dugléré, đầu bếp của Café Anglais
- Auguste Escoffier
- Carlos Farmer, tác giả cuốn sách nấu ăn bán chạy nhất (1896)
- Joseph Favre, tác giả của Grand Dictionnaire universel de la cuisine và người sáng lập ra Viện hàn lâm ẩm thực Pháp
- Jules Gouffé
- Lucien Olivier, đầu bếp người Bỉ sinh ra ở Nga
- Henri-Paul Pellaprat, đồng sáng lập của Le Cordon Bleu
- Alfred Prunier
- Charles Ranhofer
- Alexis Soyer
- Louis Eustache Ude, tác giả của The French Cook (Các đầu bếp Pháp) (1813)[1]

## Thế kỷ 20
- Ferran Adrià
- Reed Alexander
- Tokuzo Akiyama
- Darina Allen
- Ida Bailey Allen
- Myrtle Allen
- Rachel Allen
- Joey Altman
- Elena Arzak, con của Juan Arzak

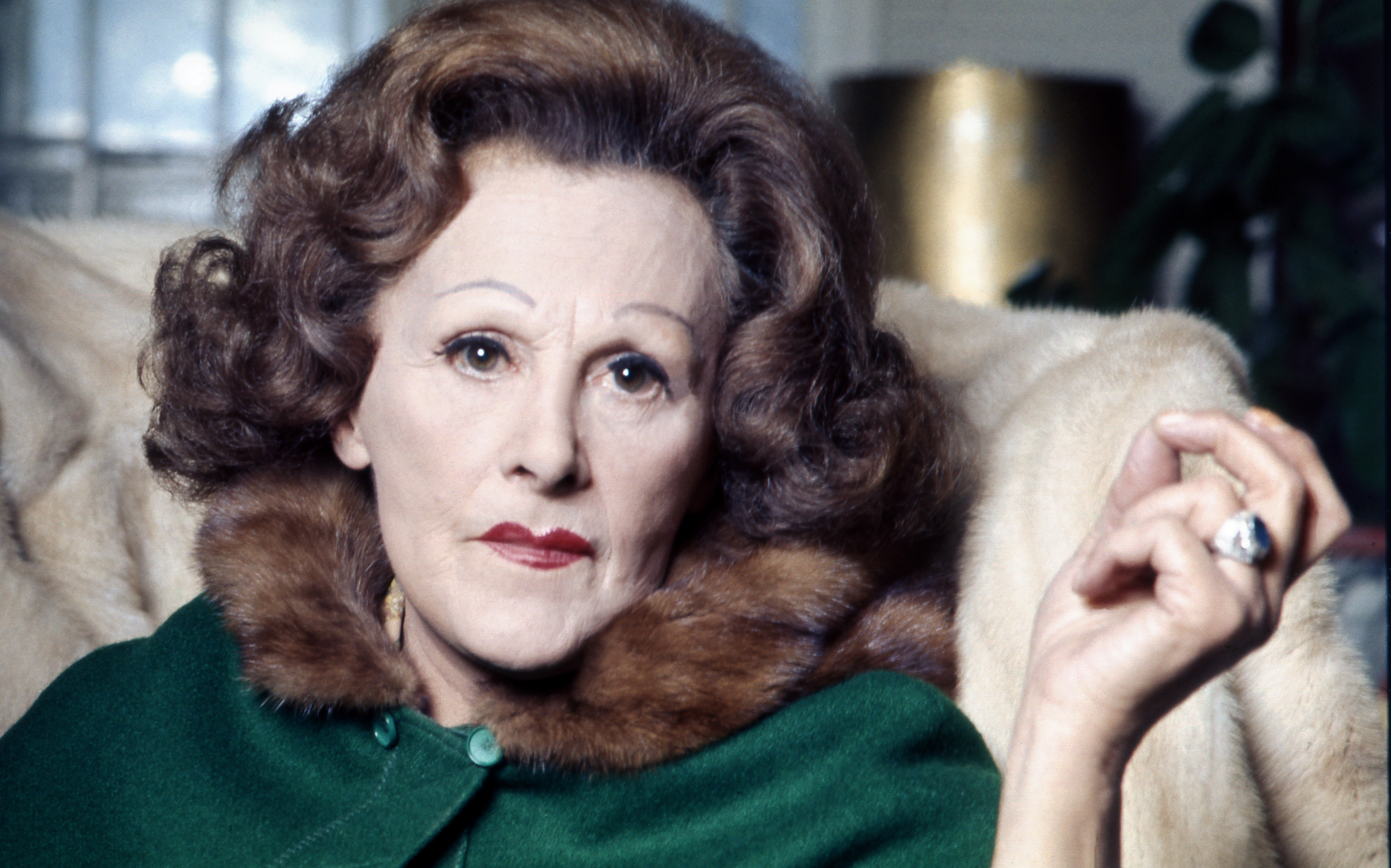
Fanny Cradock

Julia Child

Joyce Chen

- Juan Mari Arzak, người sáng lập Ẩm thực Basqua mới
- Kenny Atkinson
- Jean Bardet
- Paul Bartolotta
- Joe Bastianich
- Lidia Bastianich
- Mario Batali
- Rick Bayless
- James Beard
- Simone Beck
- Martín Berasategui
- Mary Berry
- John Besh
- Jack Bishop
- Mark Bittman
- Raymond Blanc
- Heston Blumenthal, người tiên phong trong Ẩm thực phân tử
- Martin Blunos
- Paul Bocuse
- Ettore Boiardi
- David Bouley
- Daniel Boulud
- Anthony Bourdain
- Michel Bras
- Madame Brassart
- Eugénie Brazier
- Alton Brown
- Jane Butel
- Caesar Cardini, người phát minh ra salad Caesar (1924)
- Antonio Carluccio
- Andrew Carmellini
- Alain Chapel
- Éric Chavot
- Joyce Chen
- Chen Kenichi, con của Chen Kenmin
- Chen Kenmin
- Michael Chiarello
- Julia Child
- Bobby Chinn
- Craig Claiborne
- Patrick Clark
- Gennaro Contaldo
- Helen Corbitt
- Richard Corrigan
- Fanny Cradock
- Curnonsky (Maurice Edmond Sailland)
- Hélène Darroze
- Jean-Robert de Cavel
- Avis DeVoto
- Rocco DiSpirito
- Alain Ducasse
- Wylie Dufresne
- Todd English
- Mary Ann Esposito
- Philippe Etchebest
- Hugh Fearnley-Whittingstall
- Susan Feniger
- Bobby Flay
- Tyler Florence
- Keith Floyd
- Zonya Foco
- John Folse
- Pierre Franey
- Pierre Gagnaire
- Ina Garten
- Henri Gault
- Alexis Gauthier
- André Gayot
- Frédy Girardet
- Rose Gray
- Gael Greene
- Loyd Grossman
- Michel Guérard
- Skye Gyngell
- Martin Hadden
- Dorothy Cann Hamilton
- Ainsley Harriott
- Angela Hartnett
- Marcella Hazan
- Roland Henin
- Ingrid Hoffmann
- Ken Hom
- Peter Hudson and David Halls
- Chuck Hughes
- Yutaka Ishinabe
- Elijah Joy
- Toshiro Kandagawa
- Sanjeev Kapoor
- Mollie Katzen
- Hubert Keller
- Thomas Keller
- Chen Kenichi
- Matthew Kenney
- Graham Kerr
- Christopher Kimball
- Masahiko Kobe
- Pierre Koffmann
- Erez Komarovsky
- Emeril Lagasse
- Annabel Langbein
- Nigella Lawson
- Rustie Lee
- Susur Lee
- Ludovic Lefebvre
- Gaston Lenôtre
- Edna Lewis
- Paul Liebrandt
- Cyril Lignac
- Patrick Lin
- Bernard Loiseau
- Emily Luchetti
- Dione Lucas
- Karen MacNeil
- James Martin
- Rokusaburo Michiba
- Christian Millau
- Prosper Montagné, author of Larousse Gastronomique (1938)
- Rick Moonen
- Masaharu Morimoto
- Sara Moulton
- Koumei Nakamura
- Joan Nathan
- Rafael Nazario
- Jean-Christophe Novelli
- Jamie Oliver
- Raymond Oliver
- Ken Oringer
- Charlie Palmer
- Merrilees Parker
- Russ Parsons
- Alain Passard
- Jacques Pépin
- Anne-Sophie Pic
- Jacques Pic
- Fernand Point
- Paul Prudhomme
- Wolfgang Puck
- Steven Raichlen
- Carmen Ramírez Degollado
- Gordon Ramsay
- Paul Rankin
- Ruth Reichl
- Gary Rhodes
- Éric Ripert
- Claire Robinson
- Joël Robuchon
- Philippe Rochat
- Irma S. Rombauer
- Michel Roux
- Michel Roux, Jr.
- Michael Ruhlman
- Carme Ruscalleda
- Hiroyuki Sakai
- Marcus Samuelsson
- Nadia Santini
- Guy Savoy
- Alain Senderens
- Nigel Slater
- Art Smith
- Delia Smith
- Charmaine Solomon
- Henri Soulé
- Walter Staib
- Rick Stein
- Martha Stewart
- Curtis Stone
- Holger Stromberg
- Michael Symon
- Louis Szathmary
- Tommy Tang
- John Martin Taylor
- Matt Tebbutt
- Stephen Terry
- Amy Thielen
- Antony Worrall Thompson
- John Thorne
- Sanjay Thumma
- John Torode
- Jacques Torres
- Jeremiah Tower
- Jerry Traunfeld
- Troisgros family
  - Claude Troisgros
  - Pierre Troisgros
- Barbara Tropp
- Charlie Trotter
- Ming Tsai
- Brian Turner
- Roger Vergé
- Marc Veyrat
- Andreas Viestad
- Jean-Georges Vongerichten
- Tetsuya Wakuda
- Gregg Wallace
- Brendan Walsh
- Chef Wan
- Paul Bentley
- Alice Waters
- Jonathan Waxman
- Annabelle White
- Marco Pierre White
- Bryn Williams
- Justin Wilson
- Pierre Wynants
- Martin Yan
- Stephen Yan
- Chan Yan-tak
- Geoffrey Zakarian
- Andrew Zimmern

## Thế kỷ 21
- Rachel Allen
- Ted Allen
- Anjum Anand
- Shauna Anderson
- Sunny Anderson
- José Andrés
- Dave Arnold
- Alex Atala
- Ed Baines
- Dan Barber
- Francesco Bellissimo
- Ron Ben-Israel
- Jamie Bissonnette
- Richard Blais
- April Bloomfield
- Justin Bogle
- Michael Bolster
- Danny Bowien
- Sean Brock
- Frank Bruni
- Anne Burrell
- Laura Calder
- David Chang
- Maneet Chauhan
- Michael Chiarello
- Gianfranco Chiarini
- Angelo Ciccone
- Derry Clarke
- Mike Colameco
- Tom Colicchio
- Scott Conant
- Cat Cora
- Chris Cosentino
- Denis Cotter
- Salvatore Cuomo
- Melissa d'Arabian
- Jean-Robert de Cavel
- Paula Deen
- Tiffany Derry
- Traci Des Jardins
- Matt Dowling
- Martie Duncan
- Kevin Dundon
- Graham Elliot
- Pete Evans
- Guy Fieri
- Amy Finley
- Marc Forgione
- Amanda Freitag
- Catherine Fulvio
- Conrad Gallagher
- Jose Garces
- Adam Gertler
- Nadia Giosia
- Alexandra Guarnaschelli
- Patrick Guilbaud
- Carla Hall
- Catherine Healy
- Tanya Holland
- Paul Hollywood
- Ching He Huang
- Robert Irvine
- Colombe Jacobsen
- Mikael Jonsson
- Erez Komarovsky
- Edward Young-min Kwon
- Annabel Langbein
- Vicky Lau
- Giada De Laurentiis
- Katie Lee
- Susur Lee
- Ludo Lefebvre
- Yvan Lemoine
- Alvin Leung
- Nathan Lyon
- Shane Lyons
- Beau MacMillan
- Francis Mallmann
- Neven Maguire
- Nikki Martin
- Daisy Martinez
- Nobu Matsuhisa
- Jeff Mauro
- Aaron McCargo, Jr.
- Dylan McGrath
- Lenny McNab
- Claus Meyer, đồng sáng lập ẩm thực Đan Mạch mới
- Mary Sue Milliken
- Rick Moonen
- Dan Mullane
- Marc Murphy
- Magnus Nilsson
- Michel Nischan
- Kelsey Nixon
- Franco Noriega
- Ben O'Donoghue
- Enzo Oliveri
- James Oseland
- Yianni Papoutsis
- Lorraine Pascale
- Damaris Phillips
- Stacey Poon-Kinney
- Wolfgang Puck
- Michele Ragussis
- Wendy Rahamut
- René Redzepi, đồng sáng lập ẩm thực Đan Mạch mới
- Rachael Ray
- Jay Rayner
- Simon Rimmer
- Missy Robbins
- Daniel Rose
- Declan Ryan
- Jeffrey Saad
- Marcus Samuelsson
- Aarón Sanchez
- Chris Santos
- Benjamin Sargent
- Aarti Sequeira
- Gail Simmons
- Vivek Singh
- Donal Skehan
- Kevin Sousa
- Nick Stellino
- Jun Tanaka
- Bryant Terry
- Haile Thomas
- Luke Thomas
- Michael S Miller
- Kevin Thornton
- Sue Torres
- Christina Tosi
- Paolo Tullio
- Bryan Voltaggio
- Justin Warner
- Valentine Warner
- Jody Williams
- Lee Anne Wong
- Sophie Wright
- Seiji Yamamoto
- Aldo Zilli
- Nikola Vuković